# Coleophora jerichoella
Coleophora jerichoella é uma espécie de mariposa do gênero Coleophora pertencente à família Coleophoridae.